# دونوفان روز
دونوفان روز (بالإنجليزية: Donovan Rose)‏ هو لاعب كرة قدم أمريكية ولاعب كرة القدم الكندية أمريكي، ولد في 9 مارس 1957 في نورفولك في الولايات المتحدة.

## وصلات خارجية
- دونوفان روز على موقع مرجع كرة القدم المحترفة.كوم (الإنجليزية)